# Jóltemperált hangolás
A jóltemperált hangolás (a latin temperare szóból, melynek jelentése: mérsékelni, finomítani, beállítani) fogalma alatt zenei hangolások egész sorát értjük egyszerre.
A jóltemperált hangolások közös jellemzője az, hogy nincs bennük olyan hangköz, amelyik a tiszta hangolástól elfogadhatatlan mértékben eltérne, így minden hangnem megszólaltatható. A kiegyenlített hangolással szemben a jóltemperált hangolásban megmarad a hangnemek eltérő jellege, mivel az egyes skálák hármashangzatai más-más mértékben temperáltak, és ezáltal eltérően szólnak.
Tévedés az az egyébként széles körben elterjedt nézet (többek között a Brockhaus Enciklopédiában), miszerint a jóltemperált hangolás egyet jelentene a kiegyenlített temperálással. Johann Sebastian Bach híres Wohltemperiertes Klavier című műve sem a kiegyenlített hangolás bemutatását célozta meg, hanem sokkal inkább a hangnemek eltérő karakterének kiemelését és annak bizonyítását, hogy a jóltemperált hangolás kétségtelen előnyökkel rendelkezik az akkoriban általánosan használt középhangú temperálással szemben, mely alkalmatlan a sok előjegyzéses hangnemek megszólaltatására.
Az első jóltemperált hangolás Európában az Andreas Werckmeister (1645-1706) által bevezetett Werckmeister-hangolás volt, melyet számos más megoldás követett (közülük leghíresebb talán a Kirnberger-hangolás). Ma már a hangszereket általában nem jóltemperáltan, hanem kiegyenlítetten hangolják.

## Német nyelvű irodalom
- Alfred Dürr: Johann Sebastion Bach – Das Wohltemperierte Klavier. Bärenreiter, Kassel 1998, ISBN 3-7618-1229-9

## Lásd még
- Hangolás
- Cent (zene)
- Enharmonikus csere